# 朝鲜首都
本条目列出朝鮮半島歷史上所有國家及政權的首都，這些國家及政權有的由朝鲜半岛民族創建，有的由半岛外中国东北地区濊貊-扶余民族支系及其后裔创建。

## 历代首都
| 朝鲜历代首都                               | 朝鲜历代首都                                                            | 朝鲜历代首都                                             | 朝鲜历代首都                                        |
| 民族／部落／朝代／国号                     | 民族／部落／朝代／国号                                                  | 首都                                                     | 年代                                                |
| ------------------------------------------ | ----------------------------------------------------------------------- | -------------------------------------------------------- | --------------------------------------------------- |
| 朝鮮                                       | 檀君朝鮮                                                                | （不详）                                                 | 约前16世纪－约前12世纪 相传檀君（约前2333年）－箕子 |
| 朝鮮                                       | 箕子朝鲜                                                                | （不详）                                                 | 箕子（约前12世纪）－前194年                         |
| 朝鮮                                       | 卫满朝鲜                                                                | 王俭城（一说今平壤市）                                   | 前195年－前108年                                    |
| 濊貊                                       | 濊                                                                      | （不详）                                                 | 约前17世纪－约前4世纪                               |
| 濊貊                                       | 貊                                                                      | （不详）                                                 | 约前17世纪－约前4世纪                               |
| 沃沮                                       | 南沃沮                                                                  | （不详）                                                 | 约前2世纪－约5世纪                                  |
| 沃沮                                       | 北沃沮                                                                  | （不详）                                                 | 约前2世纪－约5世纪                                  |
| 扶餘国                                     | 北扶餘                                                                  | （不详）                                                 | 前239年－前58年                                     |
| 扶餘国                                     | 卒本扶餘                                                                | （不详）                                                 | 前86年－前34年                                      |
| 扶餘国                                     | 東扶餘                                                                  | （不详）                                                 | 前86年－22年                                        |
| 扶餘国                                     | 后扶餘                                                                  | （不详）                                                 | 22年－494年                                         |
| 東濊                                       | 東濊                                                                    | （不详）                                                 | 约前2世纪－约5世纪                                  |
| 辰国                                       | 辰国                                                                    | 月支國（忠清南道天安市西北区稷山邑）                     | 约前3世纪－约前1世纪                                |
| 辰国                                       | 辰国                                                                    | 国邑（今全羅北道益山市锦江河畔）                         | 约前1世纪－约1世纪                                  |
| 馬韓（三韩）                               | 馬韓（三韩）                                                            | （54个部落邦国，都城各异）                               | 约前1世纪－约4世纪                                  |
| 弁韓（三韩）                               | 弁韓（三韩）                                                            | （12个部落邦国，都城各异）                               | 约前1世纪－约4世纪                                  |
| 辰韓（三韩）                               | 辰韓（三韩）                                                            | （12个部落邦国，都城各异）                               | 约前1世纪－约4世纪                                  |
| 高句丽                                     | 卒本扶餘                                                                | 卒本川（今中华人民共和国辽宁省桓仁满族自治县）           | 前37年－前34年                                      |
| 高句丽                                     |                                                                         | 紇升骨城（今中华人民共和国辽宁省桓仁满族自治县五女山城） | 前34年－3年                                         |
| 高句丽                                     | 國內城（今中华人民共和国吉林省通化市集安市古城）                        | 3年－427年                                               |                                                     |
| 高句丽                                     | 尉那岩城／丸都城（今中华人民共和国吉林省通化市集安市西北5公里丸都山上） | 197年－427年                                             |                                                     |
| 高句丽                                     | 平壤城（今平壤市东北六七公里处大圣山城和安鹤宫城）                      | 427年－586年                                             |                                                     |
| 高句丽                                     | 长安城（今平壤市市区）                                                  | 586年－668年                                             |                                                     |
| 伽倻                                       | 伽倻                                                                    | （6个部落邦国，都城各异）                                | 42年－562年                                         |
| 新罗                                       | 新罗                                                                    | 庆州                                                     | 前57年－935年                                       |
| 百济                                       | 弥邹忽                                                                  | 弥邹忽（一说今仁川廣域市）                               | 前18年                                              |
| 百济                                       | 十济                                                                    | 慰禮城（汉江下游盆地汉江之北，一说今京畿道河南市）       | 前18年－前1年                                       |
| 百济                                       | 十济                                                                    | 慰禮城（汉江下游盆地汉江之南，一说今京畿道广州市）       | 前1年－？                                           |
| 百济                                       | 百济                                                                    | 慰禮城（汉江下游盆地汉江之南，一说今京畿道广州市）       | ？－475年                                           |
| 百济                                       | 百济                                                                    | 熊津（今忠清南道公州市）                                 | 476年－538年                                        |
| 百济                                       | 南扶餘                                                                  | 扶餘（今忠清南道扶餘郡）                                 | 538年－660年                                        |
| 渤海国                                     | 震国                                                                    | 旧国（今中华人民共和国吉林省延边朝鲜族自治州敦化市）     | 698年－742年                                        |
| 渤海国                                     |                                                                         | 中京（今中华人民共和国吉林省延边朝鲜族自治州和龙市）     | 742年－755年                                        |
| 渤海国                                     | 上京（今中华人民共和国黑龙江省牡丹江市宁安市渤海鎮）                    | 755年－785年                                             |                                                     |
| 渤海国                                     | 东京（今中华人民共和国吉林省延边朝鲜族自治州珲春市）                    | 785年－794年                                             |                                                     |
| 渤海国                                     | 上京（今中华人民共和国黑龙江省牡丹江市宁安市渤海鎮）                    | 794年－926年                                             |                                                     |
| 後百濟                                     | 後百濟                                                                  | 武珍州（今光州廣域市）                                   | 892年－900年                                        |
| 後百濟                                     | 後百濟                                                                  | 完山州（今全羅北道全州市）                               | 900年－936年                                        |
| 後高句麗                                   | 高丽                                                                    | 松岳（今開城市）                                         | 901年－904年                                        |
| 後高句麗                                   | 摩震                                                                    | 宋岳（今開城市）                                         | 904年－905年                                        |
| 後高句麗                                   | 摩震                                                                    | 铁原（今江原道铁原郡）                                   | 905年－911年                                        |
| 後高句麗                                   | 泰封                                                                    | 铁原（今江原道铁原郡）                                   | 911年－918年                                        |
| 耽罗国                                     | 耽罗国                                                                  | “星主厅”（今濟州特別自治道）                             | 相传前58年－938年                                   |
| 高丽国                                     | 高丽国                                                                  | 铁原（今江原道铁原郡）                                   | 918年－920年                                        |
| 高丽国                                     | 高丽国                                                                  | 开京（今開城市）                                         | 920年－1232年                                       |
| 高丽国                                     | 高丽国                                                                  | 江華島（今仁川廣域市江华郡）                             | 1232年－1270年                                      |
| 高丽国                                     | 高丽国                                                                  | 开京（今開城市）                                         | 1270年－1392年                                      |
| 朝鮮國                                     | 朝鮮國                                                                  | 松京（今開城市）                                         | 1392年－1394年                                      |
| 朝鮮國                                     | 朝鮮國                                                                  | 汉城（今首尔特别市）                                     | 1395年－1398年                                      |
| 朝鮮國                                     | 朝鮮國                                                                  | 开京（今開城市）                                         | 1398年－1400年                                      |
| 朝鮮國                                     | 朝鮮國                                                                  | 汉城（今首尔特别市）                                     | 1400年－1897年10月13日                              |
| 大韓帝國                                   | 大韓帝國                                                                | 汉城（今首尔特别市）                                     | 1897年10月13日－1910年8月29日                       |
| 大日本帝国朝鮮（朝鮮日佔時期）             | 大日本帝国朝鮮（朝鮮日佔時期）                                          | 京城（今首尔特别市）                                     | 1910年8月29日－1945年8月15日                        |
| 苏联军事政府（盟軍託管時期）               | 苏联军事政府（盟軍託管時期）                                            | 平壤                                                     | 1945年8月－1948年9月9日                             |
| 北鮮人民委員會（盟軍託管時期）             | 北鮮人民委員會（盟軍託管時期）                                          | 平壤                                                     | 1946年2月－1948年9月9日                             |
| 朝鮮人民共和國                             | 朝鮮人民共和國                                                          | 京城                                                     | 1945年9月4日－1945年9月7日                          |
| 駐朝鮮美國陸軍司令部軍政廳（盟軍託管時期） | 駐朝鮮美國陸軍司令部軍政廳（盟軍託管時期）                              | 首爾                                                     | 1945年9月8日－1948年8月15日                         |
| 大韩民国临时政府                           | 大韩民国临时政府                                                        | 上海（今中华人民共和国上海市黄浦区）                     | 1919年4月－1932年5月                                |
| 大韩民国临时政府                           | 大韩民国临时政府                                                        | 杭县（今中华人民共和国浙江省杭州市）                     | 1932年5月－1932年10月                               |
| 大韩民国临时政府                           | 大韩民国临时政府                                                        | 镇江（今中华人民共和国江苏省镇江市）                     | 1932年10月－1932年11月                              |
| 大韩民国临时政府                           | 大韩民国临时政府                                                        | 南京（今中华人民共和国江苏省南京市）                     | 1932年11月－1937年11月                              |
| 大韩民国临时政府                           | 大韩民国临时政府                                                        | 长沙（今中华人民共和国湖南省长沙市）                     | 1937年12月－1938年7月                               |
| 大韩民国临时政府                           | 大韩民国临时政府                                                        | 广州（今中华人民共和国广东省广州市）                     | 1938年7月－1938年11月                               |
| 大韩民国临时政府                           | 大韩民国临时政府                                                        | 柳州（今中华人民共和国广西壮族自治区柳州市）             | 1938年11月－1939年5月                               |
| 大韩民国临时政府                           | 大韩民国临时政府                                                        | 綦江（今中华人民共和国重庆市綦江区）                     | 1939年5月－1940年9月                                |
| 大韩民国临时政府                           | 大韩民国临时政府                                                        | 重庆（今中华人民共和国重庆市渝中区）                     | 1940年9月－1945年11月                               |
| 大韩民国                                   | 大韩民国                                                                | 首爾                                                     | 1948年8月15日－1950年6月27日                        |
| 大韩民国                                   | 大韩民国                                                                | 水原                                                     | 1950年6月27日－1950年6月28日（朝鲜战争）            |
| 大韩民国                                   | 大韩民国                                                                | 釜山                                                     | 1950年6月28日－1950年9月29日（朝鲜战争）            |
| 大韩民国                                   | 大韩民国                                                                | 首爾                                                     | 1950年9月29日－1951年1月3日（朝鲜战争）             |
| 大韩民国                                   | 大韩民国                                                                | 釜山                                                     | 1951年1月3日－1953年7月27日（朝鲜战争）             |
| 大韩民国                                   | 大韩民国                                                                | 首爾                                                     | 1953年7月27日－今日                                 |
| 朝鲜民主主义人民共和国                     | 朝鲜民主主义人民共和国                                                  | 平壤                                                     | 1948年9月9日－1950年10月19日                        |
| 朝鲜民主主义人民共和国                     | 朝鲜民主主义人民共和国                                                  | 江界                                                     | 1950年10月19日－1950年12月5日（朝鲜战争）           |
| 朝鲜民主主义人民共和国                     | 朝鲜民主主义人民共和国                                                  | 平壤                                                     | 1950年12月5日－今日                                 |